# Alicia Ann Spottiswoode
Pour les articles homonymes, voir Spottiswoode.
Alicia Ann Spottiswoode, ou Lady John Scott (24 juin 1810 - 12 mars 1900) est une auteur-compositeur et compositrice écossaise connue principalement pour la chanson Annie Laurie dont elle a composé la musique sur un poème de William Douglas, poète du XVIIe siècle.

## Biographie
Alicia Ann Spottiswoode naît le 24 juin 1810 à Spottiswoode, fille aînée de John Spottiswoode de Berwickshire et de son épouse Helen Wauchope de Niddrie-Mains.
Le 16 mars 1836, elle épouse Lord John Douglas Scott, un fils cadet du 4e duc de Buccleuch, et est par conséquent connue sous le nom de Lady John Scott. Lord John Scott meurt en 1860. Sous la volonté de son père, elle reprend son nom de jeune fille Spottiswoode en 1866, et est parfois connue sous le nom de Lady John Scott Spottiswoode.
Lady John Scott est une spécialiste de la langue, de l'histoire et de la culture écossaise, sa devise était « Haud [hold] fast by the past ». 
En tant que compositrice elle reste anonyme jusqu'en 1854 quand un recueil de quatre de ses chansons est publié sous son nom. La chanson Annie Laurie est publiée en 1838 ; c'est un arrangement de deux stances trouvées dans Songs of Scotland de Alla Cunnongham.
Elle meurt le 12 mars 1900 à Spottiswoode dans les Scottish Borders, dans l'ancien Berwickshire,. 

## Œuvres
Chansons
- Annie Laurie
- Katherine Logie
- Lammermoor
- Shame on Ye, Gallants!
- Etterick
- Your Voices Are Not Hush'd
- The Foul Fords
- Duris-Deer
- Think On Me
- Within the Garden of My Heart

Recueil
- (en) Alicia Ann Spottiswoode, Songs and verses, Édimbourg, 1904 (lire en ligne).